# Steins;Gate 0
Pour les articles homonymes, voir Steins.
Ne doit pas être confondu avec Steins;Gate.
Steins;Gate 0 (シュタインズ・ゲート ゼロ, Shutainzu Gēto Zero) est un visual novel développé par 5pb. et Nitroplus, sorti en décembre 2015 au Japon et en novembre 2016 en Amérique du Nord et en Europe. Il fait suite à Steins;Gate, sorti en 2009. Il se déroule sur la ligne β de l'univers après que Rintaro a échoué dans sa première tentative de sauver Kurisu, montrant le chemin qui le conduira en 2025 à communiquer avec lui-même.
Une adaptation en une série d'animation a été annoncée en mars 2015. Elle a commencé à être diffusée en avril 2018 au Japon. En France, celle-ci a été diffusée en simultané sur Wakanim. La diffusion de l'anime s'est terminée en septembre 2018.

## Synopsis

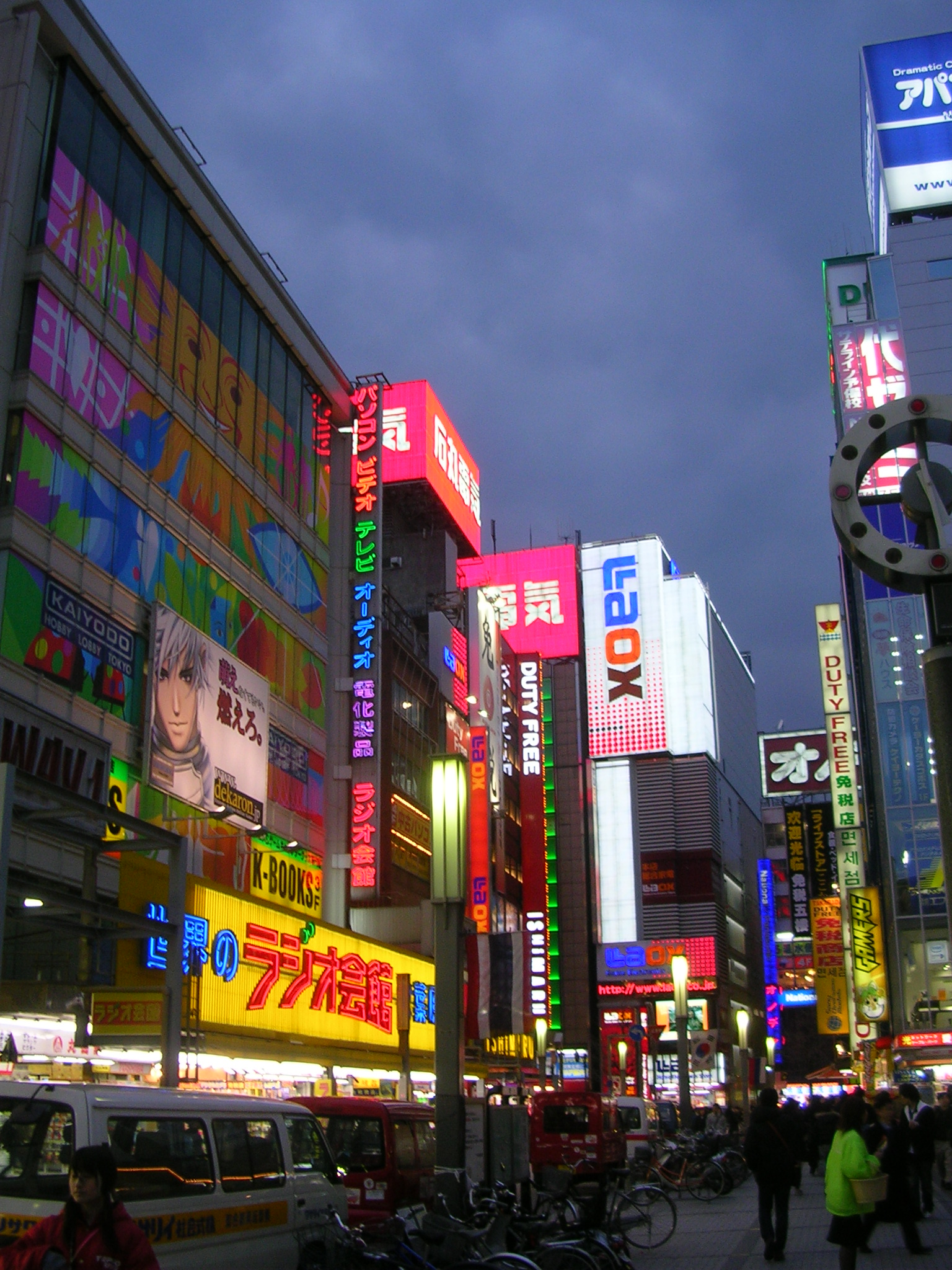
Le jeu se déroule à Akihabara, à Tokyo.

Dans cette ligne d'univers, Rintaro Okabe n'a pas pu sauver Kurisu Makise qui a fini par mourir. En désespoir de cause, il cesse de se comporter et de se faire appeler « Hououin Kyoma » et continue à être tourmenté par les flash-back de la mort de Kurisu. Les membres du laboratoire s'inquiètent pour lui et, sous le conseil de Mayuri, Rintaro commence un traitement dans une clinique de santé. Sa vie a été une fois de plus bouleversée quand, alors qu’il aidait à un séminaire universitaire, il rencontre le professeur et directeur de recherche de Kurisu, Alexis Leskinen, et son assistant, Maho Hiyajo. Kurisu avait travaillé dans son propre laboratoire à l'Université Viktor Chondria, étudiant les intelligences artificielles. Il apprend d'eux l'existence du système « Amadeus », qui peut stocker la mémoire d'un être humain et créer sa propre émulation. Ainsi, la vie de Rintaro change complètement lorsque Leskinen lui demande de devenir un cobaye dans l'interaction avec Amadeus, lui permettant de prendre contact avec les souvenirs Kurisu collectés dans le système. En tant que testeur, Rintaro continue de parler avec « Kurisu » en utilisant une application sur le téléphone portable. Avec la succession des conversations, comme cela s'est passé avec la vraie Kurisu, leur relation commence à se renforcer.

## Nouvelle version
Steins;Gate 0 Elite est une nouvelle version équivalente à ce qu'est Steins;Gate Elite pour Steins;Gate, elle permet de jouer au jeu dans une version entièrement animée. Cette nouvelle version a été annoncée lors de l'événement annuel Science Adventure Live en janvier 2020, et est en cours de développement par Mages.

## Adaptations

### Anime
La série a été annoncée en mars 2015 en même temps que le jeu-vidéo Steins;Gate 0. Elle est composée de 23 épisodes qui ont été diffusés entre le 12 avril 2018 et le 27 septembre 2018 sur les chaines japonaises Tokyo MX, TVA, KBS Kyoto, Sun TV, TVQ, AT-X, BS11, et GYT. Les droits de la série en France sont actuellement possédés par Wakanim. 
La série a été dirigée par Kenichi Kawamura et scénarisée par Jukki Hanada, le scénariste du premier anime Steins;Gate, tandis que Tomoshige Inayoshi, le directeur d'animation des épisodes de l'anime de Steins;Gate, adapte les chara-design de Huke du jeu-vidéo pour la série d'animation. La musique a été composée par Takeshi Abo, Nobuaki Nobusawa et Moe Hyūga. Les comédiens de doublage du premier anime reprennent leurs rôles respectifs pour cette suite alternative.
Le générique d'ouverture est « Fatima » (ファティマ) de Kanako Itō, il est utilisé en tant que générique de fin pour l'épisode 21. Le générique de fin du premier épisode est « Amadeus »  de Kanako Itō. Le générique de fin utilisé pour les épisodes 2 à 7, 9 à 11 et pour l'épisode treize est « Last Game » de Zwei. Le générique de fin du huitième et du dix-huitième épisode est « Lyra » par Zwei. Le générique de fin de l'épisode 12 est « Hoshi no Kanaderu Uta » interprétée par Megumi Han et Kana Hanazawa. Le générique de fin des épisodes 14 à 17, 19 et 20 est « World-Line » par Asami Imai.  Le dernier épisode a pour générique de fin « GATE OF STEINER » par Eri Sasaki.